# Barranc del Ginebrell
El barranc del Ginebrell, és un barranc de l'antic terme de Fígols de Tremp, actualment inclòs en el terme municipal de Tremp, al Pallars Jussà.
Es forma a Collatrava, al sud-oest del quilòmetre 8 de la carretera C-1311, a 963 m. alt. Des d'aquest lloc baixa en direcció sud-est, deixant el Tossal Gros i la Masia del Caçador a la dreta (ponent). S'uneix al barranc de Montllobar al cap de poc tram de recorregut, que és força curt.